# 비비언 댄드리지
비비언 댄드리지(Vivian Dandridge, 1921년 4월 22일 ~ 1991년 10월 21일)는 20세기에 활동했던 미국의 배우 겸 가수이다.

## 영화
- 어 송 이즈 본 (1948년) - 파트론 앳 더 초콜릿 클럽 역
- 나는 좀비와 함께 걸었다 (1943년)
- 아이린 (1940년)
- 고잉 프레이스 (1938년)
- 더 빅 브로드캐스트 오브 1936 (1935년)